# Церковь Святого Георгия Кари
Церковь святого Георгия Кари (груз. თბილისის წმინდა გიორგის კარის ეკლესია) — православная церковь в Тбилиси, в историческом районе Старый город, улица Шавтели, 4.

## История
Первая церковь на этом месте — Святых архангелов — была построена ещё во времена Вахтанга Горгасали (V век). Разрушенная монголами, была возобновлена, с другим посвящением, около 1640 года по указанию царя Ростома, перенесшего в этот район города свою резиденцию. Поновлялась царевичем Свимоном в 1710 году.
Реставрирована в 1991—1992 годах.